# Dymitr Lasocki
Dymitr Lasocki herbu Dołęga (zm. w 1754 roku) – miecznik zakroczymski w latach 1730-1752, sędzia wojskowy, marszałek sejmiku przedsejmowego ziemi zakroczymskiej w 1733 roku.
Syn Ludwika Antoniego.
Dziedzic Smoszewa, Mochłów, Woli, Szczurowa i Goworowa, posiadacz wójtostw w Radzikowie i Kenibłowicach.